# Campeonato Sul-Africano de Patinação Artística no Gelo
O Campeonato Sul-Africano de Patinação Artística no Gelo (em inglês:  South African Figure Skating Championships) é uma competição nacional anual de patinação artística no gelo da África do Sul.
A competição determina os campeões nacionais e os representantes da África do Sul em competições internacionais como Campeonato Mundial, Campeonato Mundial Júnior, Campeonato dos Quatro Continentes e os Jogos Olímpicos de Inverno.

## Edições
| Ano (Edição) | Cidade sede    | Sênior | Sênior | Sênior | Ref           |
| Ano (Edição) | Cidade sede    | M      | F      | S      | Ref           |
| ------------ | -------------- | ------ | ------ | ------ | ------------- |
| 1996         |                | •      | •      | –      | [ 1 ]         |
| 1997         |                | —      | •      | –      | [ 2 ]         |
| 1998         | Cidade do Cabo | •      | •      | –      | [ 3 ]         |
| 1999         | Joanesburgo    | •      | •      | –      | [ 4 ]         |
| 2000         | Cidade do Cabo | –      | •      | –      | [ 5 ]         |
| 2001         | Pretória       | •      | •      | –      | [ 6 ]         |
| 2002         | Cidade do Cabo | •      | •      | –      | [ 7 ]         |
| 2003         | Cidade do Cabo | •      | •      | –      | [ 8 ]         |
| 2004         | Cidade do Cabo | •      | •      | –      | [ 9 ]         |
| 2005         | Cidade do Cabo | •      | •      | –      | [ 10 ]        |
| 2006         |                | •      | •      | –      | [ 11 ]        |
| 2007         | Cidade do Cabo | •      | •      | –      | [ 12 ]        |
| 2008         | Kempton Park   | •      | •      | –      | [ 13 ]        |
| 2009         | Cidade do Cabo | •      | •      | –      | [ 14 ]        |
| 2010         | Pretória       | •      | •      | –      | [ 15 ]        |
| 2011         | Cidade do Cabo | •      | •      | –      | [ 16 ]        |
| 2012         | Kempton Park   | •      | •      | –      | [ 17 ]        |
| 2013         | Cidade do Cabo | –      | •      | –      | [ 18 ]        |
| 2014         | Pretória       | •      | •      | –      | [ 19 ] [ 20 ] |
| 2015         | Cidade do Cabo | •      | •      | •      | [ 21 ] [ 22 ] |
| 2016         | Cidade do Cabo | •      | •      | •      | [ 23 ] [ 24 ] |
| 2017         | Durban         | •      | •      | –      | [ 25 ] [ 26 ] |
| 2018         | Pretória       | •      | •      | –      | [ 27 ] [ 28 ] |

## Lista de medalhistas

### Individual masculino
| Evento                         | Ouro                                      | Prata                                     | Bronze                                    |
| 1996 (detalhes)                | Ferdi Skoberla                            | Paul Slabbert                             | Etienne Dreyer                            |
| 1997                           | ?                                         | ?                                         | ?                                         |
| Cidade do Cabo 1998 (detalhes) | Ferdi Skoberla                            | Paul Slabbert                             | Etienne Dreyer                            |
| Joanesburgo 1999 (detalhes)    | Ferdi Skoberla                            | nenhum outro competidor                   | nenhum outro competidor                   |
| Cidade do Cabo 2000            | Não houve disputa do individual masculino | Não houve disputa do individual masculino | Não houve disputa do individual masculino |
| Pretória 2001 (detalhes)       | Dino Quattrocecere                        | Gareth Echardt                            | nenhum outro competidor                   |
| Cidade do Cabo 2002 (detalhes) | Dino Quattrocecere                        | nenhum outro competidor                   | nenhum outro competidor                   |
| Cidade do Cabo 2003 (detalhes) | Dino Quattrocecere                        | Gareth Echardt                            | nenhum outro competidor                   |
| Cidade do Cabo 2004 (detalhes) | Justin Pietersen                          | Gareth Echardt                            | nenhum outro competidor                   |
| Cidade do Cabo 2005 (detalhes) | Justin Pietersen                          | Gareth Echardt                            | nenhum outro competidor                   |
| 2006 (detalhes)                | Matthew Wilkinson                         | Gareth Echardt                            | Justin Pietersen                          |
| Cidade do Cabo 2007 (detalhes) | Justin Pietersen                          | Gareth Echardt                            | nenhum outro competidor                   |
| Kempton Park 2008 (detalhes)   | Justin Pietersen                          | nenhum outro competidor                   | nenhum outro competidor                   |
| Cidade do Cabo 2009 (detalhes) | Justin Pietersen                          | nenhum outro competidor                   | nenhum outro competidor                   |
| Pretória 2010 (detalhes)       | Justin Pietersen                          | nenhum outro competidor                   | nenhum outro competidor                   |
| Cidade do Cabo 2011 (detalhes) | Justin Pietersen                          | nenhum outro competidor                   | nenhum outro competidor                   |
| Kempton Park 2012 (detalhes)   | Paul Richardeau                           | nenhum outro competidor                   | nenhum outro competidor                   |
| Cidade do Cabo 2013            | Não houve disputa do individual masculino | Não houve disputa do individual masculino | Não houve disputa do individual masculino |
| Pretória 2014 (detalhes)       | Johann Wilkinson                          | nenhum outro competidor                   | nenhum outro competidor                   |
| Cidade do Cabo 2015 (detalhes) | Johann Wilkinson                          | nenhum outro competidor                   | nenhum outro competidor                   |
| Cidade do Cabo 2016 (detalhes) | Johann Wilkinson                          | nenhum outro competidor                   | nenhum outro competidor                   |
| Durban 2017 (detalhes)         | Matthew Samuels                           | nenhum outro competidor                   | nenhum outro competidor                   |
| Pretória 2018 (detalhes)       | Matthew Samuels                           | nenhum outro competidor                   | nenhum outro competidor                   |

### Individual feminino
| Evento                         | Ouro               | Prata                     | Bronze                    |
| 1996 (detalhes)                | Shirene Human      | Natasha Bilik             | Chantal de Bruin          |
| 1997 (detalhes)                | Shirene Human      | ?                         | ?                         |
| Cidade do Cabo 1998 (detalhes) | Shirene Human      | Paula Stephenson          | Chantal de Bruin          |
| Joanesburgo 1999 (detalhes)    | Shirene Human      | Simone Joseph             | Paula Stephenson          |
| Cidade do Cabo 2000 (detalhes) | Shirene Human      | Simone Joseph             | nenhuma outra competidora |
| Pretória 2001 (detalhes)       | Shirene Human      | Quinn Wilmans             | nenhuma outra competidora |
| Cidade do Cabo 2002 (detalhes) | Shirene Human      | Jenna-Anne Buys           | Quinn Wilmans             |
| Cidade do Cabo 2003 (detalhes) | Shirene Human      | Jenna-Anne Buys           | Cherie Van Heerden        |
| Cidade do Cabo 2004 (detalhes) | Jenna-Anne Buys    | Shirene Human             | Abigail Pietersen         |
| Cidade do Cabo 2005 (detalhes) | Shirene Human      | Jenna-Anne Buys           | Abigail Pietersen         |
| 2006 (detalhes)                | Jenna-Anne Buys    | nenhuma outra competidora | nenhuma outra competidora |
| Cidade do Cabo 2007 (detalhes) | Jenna-Anne Buys    | Abigail Pietersen         | nenhuma outra competidora |
| Kempton Park 2008 (detalhes)   | Lejeanne Marais    | Abigail Pietersen         | nenhuma outra competidora |
| Cidade do Cabo 2009 (detalhes) | Lejeanne Marais    | Megan Allely              | Abigail Pietersen         |
| Pretória 2010 (detalhes)       | Abigail Pietersen  | Lejeanne Marais           | Kim Falconer              |
| Cidade do Cabo 2011 (detalhes) | Lejeanne Marais    | Kim Falconer              | nenhuma outra competidora |
| Kempton Park 2012 (detalhes)   | Lejeanne Marais    | Chloe Depouilly           | Nadia Geldenhuys          |
| Cidade do Cabo 2013 (detalhes) | Lejeanne Marais    | Kim Falconer              | Nadia Geldenhuys          |
| Pretória 2014 (detalhes)       | Lejeanne Marais    | Nadia Geldenhuys          | Kim Falconer              |
| Cidade do Cabo 2015 (detalhes) | Michaela du Toit   | Kim Falconer              | nenhuma outra competidora |
| Cidade do Cabo 2016 (detalhes) | Nadia Geldenhuys   | nenhuma outra competidora | nenhuma outra competidora |
| Durban 2017 (detalhes)         | Michaela du Toit   | Kathryn Winstanley        | nenhum outro competidor   |
| Pretória 2018 (detalhes)       | Kathryn Winstanley | nenhum outro competidor   | nenhum outro competidor   |

### Patinação sincronizada
| Evento                         | Ouro           | Prata                   | Bronze                  |
| Cidade do Cabo 2015 (detalhes) | Team Sunthings | nenhum outro competidor | nenhum outro competidor |
| Cidade do Cabo 2016 (detalhes) | Team Sunthings | nenhum outro competidor | nenhum outro competidor |